# 万圣节文件
万圣节文件（英語：Halloween Documents）在微软以外被用作称呼一系列来源可靠的备忘录，内容是微软总部用来对付开源软件（特别是Linux）的预备策略。
這些文件大多數是由埃里克·斯蒂芬·雷蒙在1998年10月陸續揭露，因為時間接近美國萬聖節，因此被統稱為萬聖節文件。

## 简介
第一份万圣节文件由微软的工程师Vinod Valloppillil依照高级副总裁Jim Allchin的请求而写，以供高级副总裁Paul Maritz参考，1998年10月，这份文件被泄露给了埃里克·斯蒂芬·雷蒙，雷蒙随即对文件加以注释，很快就在他的网站发布。这份文件包含对第二份备忘录的引用，第二份文件由微软的Vinod Valloppillil和Josh Cohen撰写，专门用来说明如何对付Linux，该文件也被雷蒙获得，加注后在网上发布。微软后来确认了这些文件的真实性。
这些文件标有“微软机密”，对开源软件（OSS）进行鉴定，特别是Linux操作系统，被认为是对微软占控制地位的软件业的主要威胁，文件还建议微软如何可以抑制开源软件的发展。
这些文件除了承认开源／自由软件／Linux产品在技术上是部分微软产品的有力竞争对手，还对如何取而胜之出谋划策。这些文件使微软相当尴尬，因为跟微软以前在这方面的表态自相矛盾。
这两份原始文件被发布后，微软一系列相关主题的备忘录也被泄露并发布。这些文件都表明微软觉察到，开源软件竞争者可能会威胁到他在软件业的生存。

## 文件
注意：只有部分内部备忘录被泄露而成为发布的“万圣节文件”，特别是文件I、II、VII、VIII以及X。文件III是公开声明。其他是埃里克·雷蒙对各种专栏、新闻稿等文章的回复。
|      | 名稱                                     | 作者                        | 日期       | 簡介                                                                                      |
| ---- | ---------------------------------------- | --------------------------- | ---------- | ----------------------------------------------------------------------------------------- |
| I    | 開源軟體：一個（新的？）開發方法學       | Vinod Valloppillil          | 1998年8月  | 洩漏的內部報告                                                                            |
| II   | Linux作業系統競爭力分析：下一個Java VM？ | Vinod Valloppillil          | 1998年8月  | 洩漏的內部報告                                                                            |
| III  | 無標題聲明                               | Aurelia van den Berg        | 1998年11月 | 來自微軟的新聞聲明                                                                        |
| IV   | 當軟體被敗壞                             | Eric S. Raymond             | 1998年12月 | 根據兩份萬聖節文件以及微軟Ed Muth的引述，雷蒙寫的一篇諷刺短劇，將開源程式設計師比作羅賓漢 |
| V    | 開始FUD                                  | Eric S. Raymond             | 1999年3月  | 針對Ed Muth辯解稱Linux是個乏力建議，雷蒙所作的反應                                        |
| VI   | 致命紀念日                               | Eric S. Raymond             | 1999年10月 | 针对微软Gartner Group所作研究的反应                                                       |
| VII  | 統計調查說                               |                             | 2002年9月  | 微軟調查結果，描述了微軟對共享原始碼的反應                                                |
| VIII | OSS與政府                                | Orlando Ayala               | 2002年11月 | 描述了微軟應對失去微軟產品的明顯轉換過程                                                  |
| IX   | 沒必要吧，SCO                            | Rob Landley Eric S. Raymond | 2003年8月  | 针对SCO Group在SCO v. IBM案初始备案中的辩解，Rob Landley和雷蒙作的反驳                    |
| X    | 向錢看                                   | Mike Anderer                | 2004年3月  | 顧問Mike Anderer給SCO的Chris Sontag的一封電子郵件，披露了微軟向SCO資助八千六百萬美元      |
| XI   | 獲取FUD                                  | Eric S. Raymond             | 2004年6月  | 針對微軟向Linux發動的市場攻勢「獲取真相」（Get The Facts），雷蒙所作的反應                |

### 文件I和II
文件I和II為微軟的Vinod Valloppillil所撰寫的備忘錄，描述開源軟體的好處，以及建議微軟如何來應對。Valloppillil的另一個備忘錄文件II，介紹Linux系統的基本構架，跟Unix、Windows NT的關係，以及增長勢頭。
文件還透露，FUD（懼、惑、疑）是一種傳統的微軟營銷策略，在內部得到承認和理解。該策略的例子包括宣佈推出不存在的產品或散佈競爭產品會導致Windows當機的謠言。雷蒙德表示，這些文件顯示，雖然微軟可能在公開場合對開源軟體不屑一顧，但它私下認為它是一個強勁的競爭對手。
在探討與開源競爭的方式時，文件I暗示開源軟體能夠進入伺服器市場的一個原因是它使用標準化協議，微软应该去商品化（De-commoditize）协定及应用软体，這项策略被描述为“擁抱、擴充再消滅”。該文件還承認“OSS是长期可信的……FUD略无法用於与之战斗”，“最近的个案研究（网际网路）提供了非常引人注目的证据……即商业品质可被OSS计划所达成／超越。”

### 文件III
文件III為微软荷兰的新闻与公共关系经理Aurelia van den Berg的无标题声明，对上述释出文件的简短反应。后来被放入微软的官方回应。

### 文件VII
对于微软的共享原始碼方案，开发员、IT经理所作反应的调查结果概述。描述了采用Linux的主要原因在于總體擁有成本较低。

### 文件VIII
微軟公司全球業務、行銷暨服務事業群副總裁Orlando Ayala發給微軟各地區總經理的備忘錄，描述了微軟各地區負責銷售的員工，在政府採購上，面對的來自Linux的競爭，如何獲得有效的支持。